# Resíduo perigoso

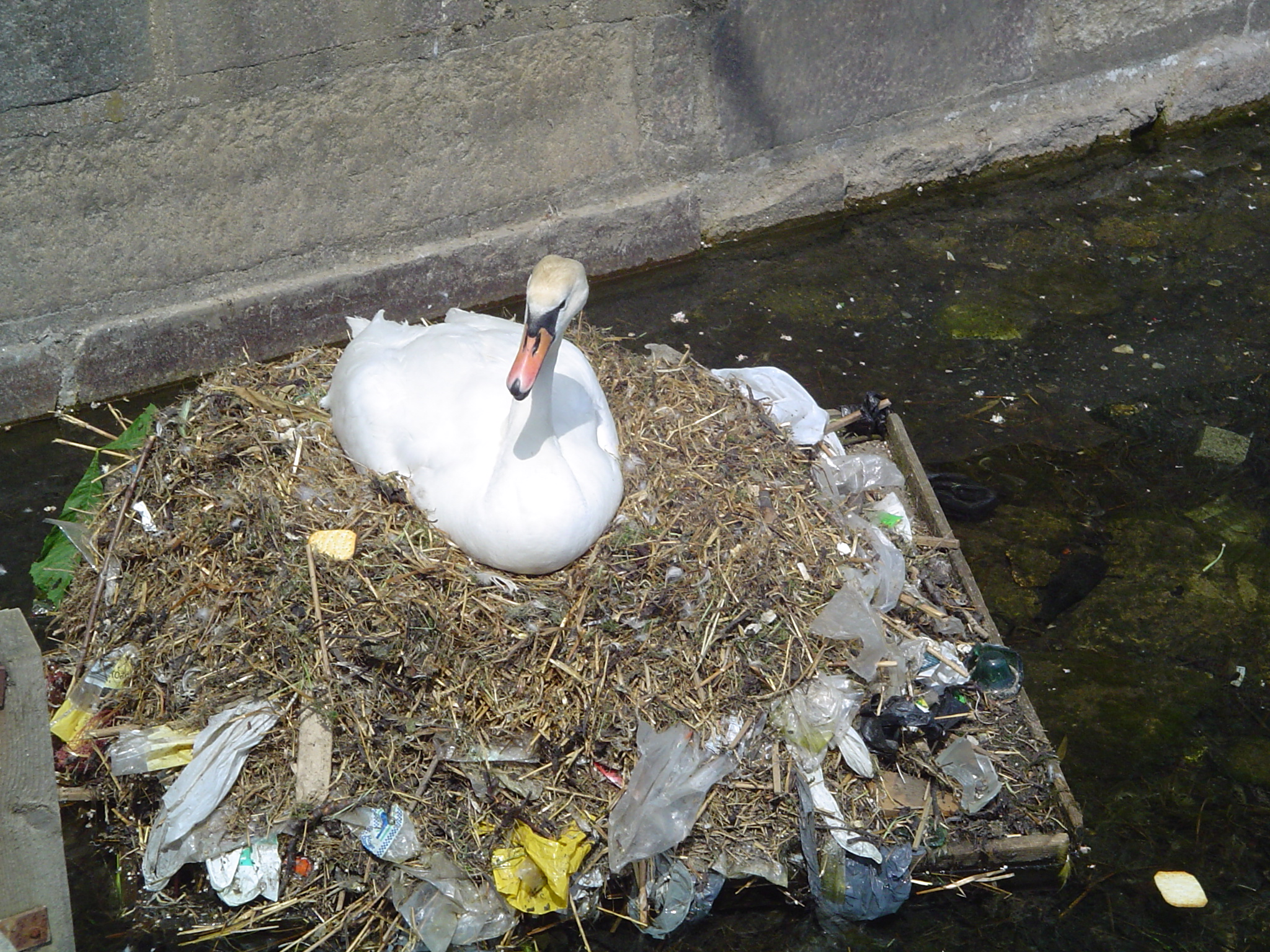
Um cisne em um ninho feito de plástico

Resíduo tóxico ou perigoso é o material descartado, geralmente na forma química, que pode causar a morte ou danos à seres vivos. Normalmente são resíduos vindos da indústria ou comércio, porém também podem ser resíduos residenciais, da agricultura, militar, hospitais, fontes radioativas bem como lavanderias e tinturarias. Como muitos outros problemas de poluição, os resíduos tóxicos começam a ser um problema significativo durante a revolução industrial.
O termo "resíduo tóxico" é escrito também como "lixo tóxico" ou material de descarte que pode causar riscos a saúde ou ao meio ambiente a longo prazo com as toxinas que são liberadas no ar, água ou terra.

## Efeitos
Resíduos tóxicos podem poluir o meio ambiente e contaminar as águas profundas. Love Canal (próximo às Cataratas do Niágara, EUA) é um caso de incidente muito famoso no qual casas e escolas foram construídas próximas à área de depósito de lixo tóxico, causando uma epidemia de problemas de saúde.[carece de fontes?] A exposição regular a substâncias tóxicas pode causar sérios danos à saúde. Resíduos de pesticida nos vegetais, mercúrio nos peixes e vários outros produtos químicos podem causar câncer, defeitos de nascença, mutações genéticas e até morte.

## Perigos macroeconômicos
Resíduos tóxicos representam uma perda econômica exponencial para seus receptores, pois a cidade ou região que está recebendo os resíduos provenientes de outro município não está gerando a receita econômica necessária para tratar deste problema. O maior risco ambiental associado com a exportação do lixo tóxico é a falta de geração de benéfico econômico e o custo gerado para tratar destes resíduos, que, em geral poluem o lençol freático (do local e depois de toda a bacia hidrográfica) criando um desastre ambiental desproporcional ao problema inicial que poderia ser planejado e mitigado. Outro exemplo deste problema ocorreu na China durante os anos de industrialização acelerada, onde a mitigação não foi respeitada e avaliada.